# Attila (film 1954)
Attila è un film storico del 1954 diretto da Pietro Francisci.

## Trama
Nel 450, mentre l'impero romano è in crisi, l'imperatore Valentiniano III invita Flavio Ezio a arginare pacificamente la presenza sempre più invadente degli Unni. Attila senza esitazione va avanti e attacca l'impero, benché avvertito dalla moglie Grune, che ha previsto cattivi presagi: infatti, arrivato sugli Appennini, Attila è bloccato da papa Leone I.

## Accoglienza

### Critica
(Leo Pestelli su La Stampa del 13 marzo 1955)